# Giancarlo Brighenti
Giancarlo Brighenti, noto anche con lo pseudonimo di Briga (Campogalliano, 29 gennaio 1924 – Milano, 28 dicembre 2001), è stato un enigmista italiano.
Entrò nella Settimana Enigmistica nell'immediato dopoguerra e ne divenne una colonna portante.
Dotato di inventiva e creatività fuori dal comune, coltivò molteplici interessi spazianti dall'arte alla fotografia, dalla musica al cinema.
Fu però nel campo del rebus che espresse il suo estro più felice, anche grazie alla collaborazione con la disegnatrice Maria Ghezzi, detta Brighella, sua moglie. Fu tra l'altro l'inventore del rebus stereoscopico (o stereorebus).
Molti dei più esperti autori di rebus in attività sono stati suoi allievi.